# Lokomotïv Fwtbol Klwbı 2010
Questa voce raccoglie le informazioni riguardanti il Lokomotïv Fwtbol Klwbı nelle competizioni ufficiali della stagione 2010.

## Stagione
In questa stagione il Lokomotiv, vince la Coppa nazionale, giungendo in quarta posizione nel torneo kazako.
In Coppa elimina Tsesna (0-3), Taraz (1-0) e Jetisw (0-2), sconfiggendo in finale lo Shakhter Karagandy per 2-0 e aggiudicandosi così il suo primo titolo a un anno dalla nascita del club.

## Rosa
| N. |                       | Ruolo | Calciatore         |
| -- | --------------------- | ----- | ------------------ |
| 1  | Kazakistan (bandiera) | P     | Arslan Satubaldin  |
| 2  | Kazakistan (bandiera) | D     | Damir Dautov       |
| 3  | Kazakistan (bandiera) | D     | Aleksandr Kïrov    |
| 5  | Kazakistan (bandiera) | D     | Maksim Samchenko   |
| 6  | Kazakistan (bandiera) | D     | Kairat Nurdauletov |
| 7  | Kazakistan (bandiera) | C     | Zhambyl Kukeyev    |
| 8  | Kazakistan (bandiera) | D     | Ivan Shevchenko    |
| 9  | Moldavia (bandiera)   | C     | Valeriu Andronic   |
| 10 | Moldavia (bandiera)   | A     | Igor Bugaiov       |
| 11 | Kazakistan (bandiera) | C     | Roman Pakholyuk    |
| 15 | Kazakistan (bandiera) | C     | Vyacheslav Erbes   |
| 18 | Kazakistan (bandiera) | A     | Maksïm Azovskïý    |

| N. |                       | Ruolo | Calciatore         |
| -- | --------------------- | ----- | ------------------ |
| 19 | Kazakistan (bandiera) | D     | Mark Gwrman        |
| 21 | Kazakistan (bandiera) | P     | Aleksei Bulucevsky |
| 22 | Kazakistan (bandiera) | C     | Marat Shahmetov    |
| 23 | Kazakistan (bandiera) | A     | Sergeý Ostapenko   |
| 27 | Kazakistan (bandiera) | D     | Mikhail Rozhkov    |
| 32 | Kazakistan (bandiera) | C     | Olzhas Spanov      |
| 55 | Kazakistan (bandiera) | P     | Aleksei Belkin     |
|    | Serbia (bandiera)     | P     | Nenad Erić         |
|    | Kazakistan (bandiera) | D     | Pyrali Aliyev      |
|    | Kazakistan (bandiera) | C     | Nurbol Jumasqalıev |
|    | Kazakistan (bandiera) | C     | Andreı Karpovıch   |